# Primo amore (manga)
Primo amore (ハツカレ?, Hatsukare) è un manga scritto e disegnato da Miyoshi Tomori, pubblicato dalla Shūeisha fra il 2003 e il 2006. Un'edizione in italiano è stata edita dalla Flashbook tra il 2014 e il 2015, in seguito al successo di Devil & Love Song.

## Trama
Due studenti delle superiori, Chihiro e Hashimoto, si incontrano per caso sul binario della stazione; apprezzando ognuno la compagnia dell'altro decidono infine di fidanzarsi, pur essendo entrambi molto timidi e inesperti in campo amoroso. Con il passare del tempo, anche i migliori amici dei due ragazzi vengono a conoscenza del rapporto, che progressivamente assume per entrambi un'importanza sempre maggiore.

## Manga

### Volumi
Nell'edizione italiana, i capitoli sono definiti con il termine inglese step.
| 1  | 23 gennaio 2004                      | ISBN 4-08-847704-9     | 8 marzo 2014     | ISBN 978-88-61-69435-4 |
| 1  | Capitoli - Capitoli 1-6              |                        |                  |                        |
| 2  | 25 maggio 2004                       | ISBN 4-08-847741-3     | 10 maggio 2014   | ISBN 978-88-61-69445-3 |
| 2  | Capitoli - Capitoli 7-13             |                        |                  |                        |
| 3  | 24 settembre 2004                    | ISBN 4-08-847779-0     | 30 giugno 2014   | ISBN 978-88-61-69462-0 |
| 3  | Capitoli - Capitoli 14-20            |                        |                  |                        |
| 4  | 25 gennaio 2005                      | ISBN 4-08-847815-0     | 9 agosto 2014    | ISBN 978-88-61-69466-8 |
| 4  | Capitoli - Capitoli 21-27            |                        |                  |                        |
| 5  | 25 maggio 2005                       | ISBN 4-08-847853-3     | 27 dicembre 2014 | ISBN 978-88-61-69479-8 |
| 5  | Capitoli - Capitoli 28-34            |                        |                  |                        |
| 6  | 22 settembre 2005                    | ISBN 4-08-847887-8     | 7 marzo 2015     | ISBN 978-88-61-69493-4 |
| 6  | Capitoli - Capitoli 35-41            |                        |                  |                        |
| 7  | 25 gennaio 2006                      | ISBN 4-08-846020-0     | 9 maggio 2015    | ISBN 978-88-61-69512-2 |
| 7  | Capitoli - Capitoli 42-48            |                        |                  |                        |
| 8  | 25 maggio 2006                       | ISBN 4-08-846055-3     | 30 giugno 2015   | ISBN 978-88-61-69521-4 |
| 8  | Capitoli - Capitoli 49-55            |                        |                  |                        |
| 9  | 25 settembre 2006                    | ISBN 4-08-846089-8     | 31 agosto 2015   | ISBN 978-88-61-69531-3 |
| 9  | Capitoli - Capitoli 56-62            |                        |                  |                        |
| 10 | 25 gennaio 2007                      | ISBN 978-4-088-46129-8 | 30 ottobre 2015  | ISBN 978-88-61-69546-7 |
| 10 | Capitoli - Capitoli 63-69 - Cast 1-4 |                        |                  |                        |